# Somerset Gough-Calthorpe

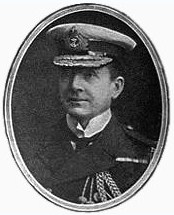
Arthur Somerset Gough-Calthorpe

Arthur Somerset Gough-Calthorpe, född 1865 och död 1937, var en brittisk baron och sjömilitär.
Calthorpe blev löjtnant 1886, kommendör 1902, konteramiral 1912 och amiral 1925. Han var 1902-05 marinattaché i Ryssland, och från 1903 även i Sverige och Norge, samt före under första världskriget befälet över 2:a kryssareskadern 1914-16. Våren 1916 blev han 2:e sjölord samt var 1917-19 befälhavare över Medelhavsflottan och 1920-23 högste befälhavare i Portsmouth.